# Erkrath-Hochdahl

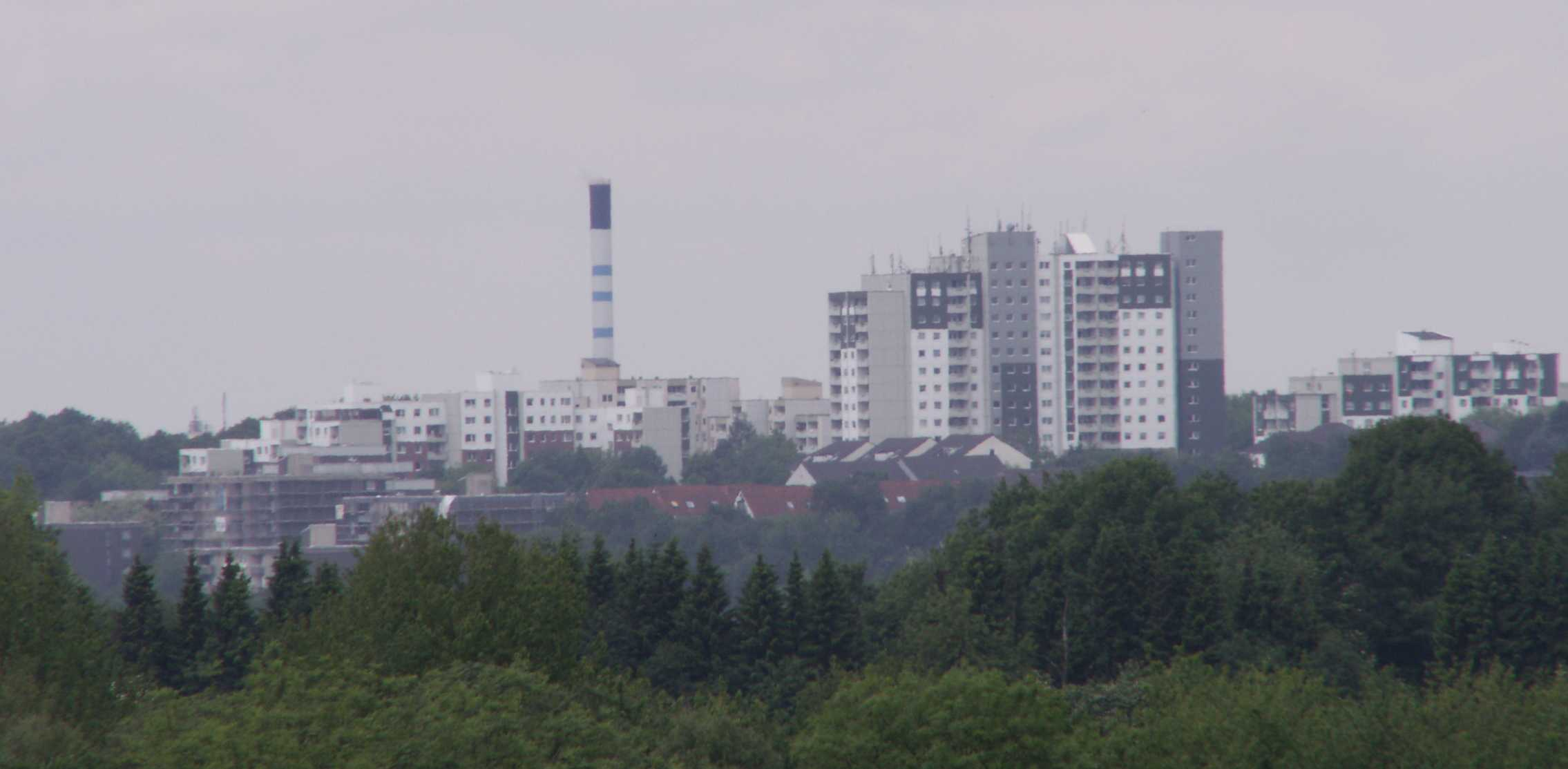
Hochdahl (Falkenberg) von Osten gesehen

Hochdahl (bis 1938 Millrath) ist der größte und östliche Stadtteil der Stadt Erkrath im Kreis Mettmann. Durch den Ort fließen der Sedentaler Bach und der Mahnerter Bach. Hochdahl zählte im Januar 2023  27.703 Einwohner auf einer Fläche von 11,72 km². Auf dem Gebiet des Stadtteils liegen die Siedlungsgebiete Hochdahl, Trills, Millrath, Willbeck, Kempen und Sandheide.
Bemerkenswert sind das Planetarium im Bürgerhaus (eines von nur acht Planetarien in Nordrhein-Westfalen) und die Fundstätte des Neandertalers im Neandertal.

## Geschichte

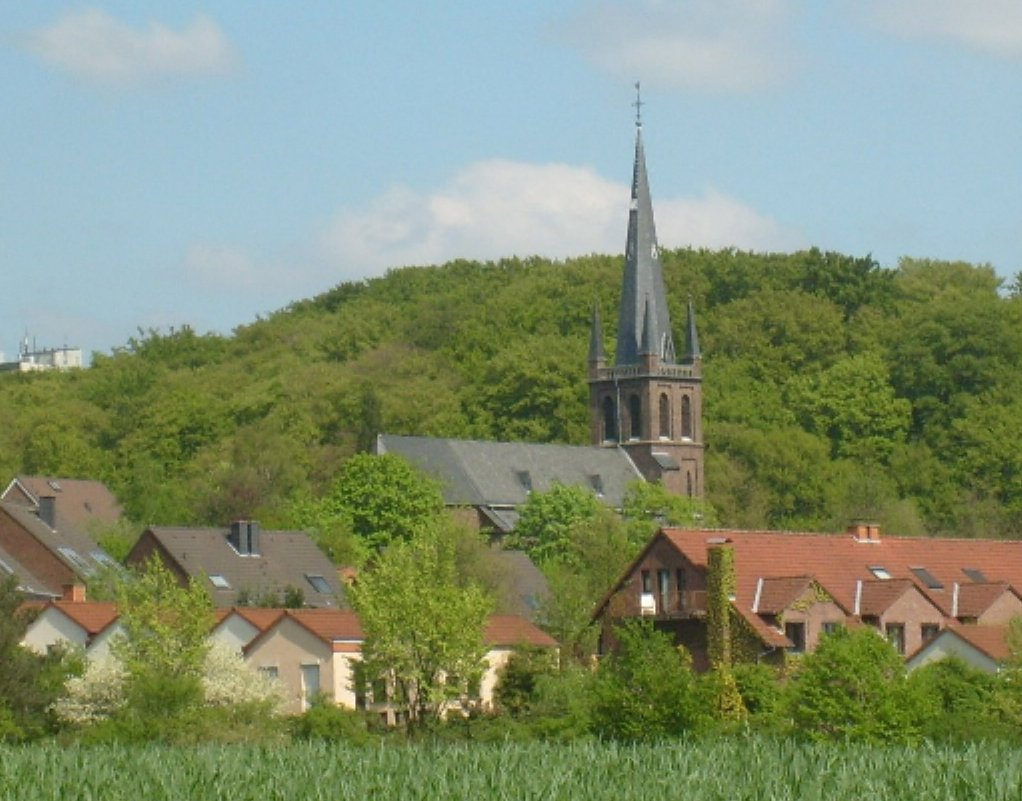
Die St.-Franziskus-Kirche in Hochdahl-Trills

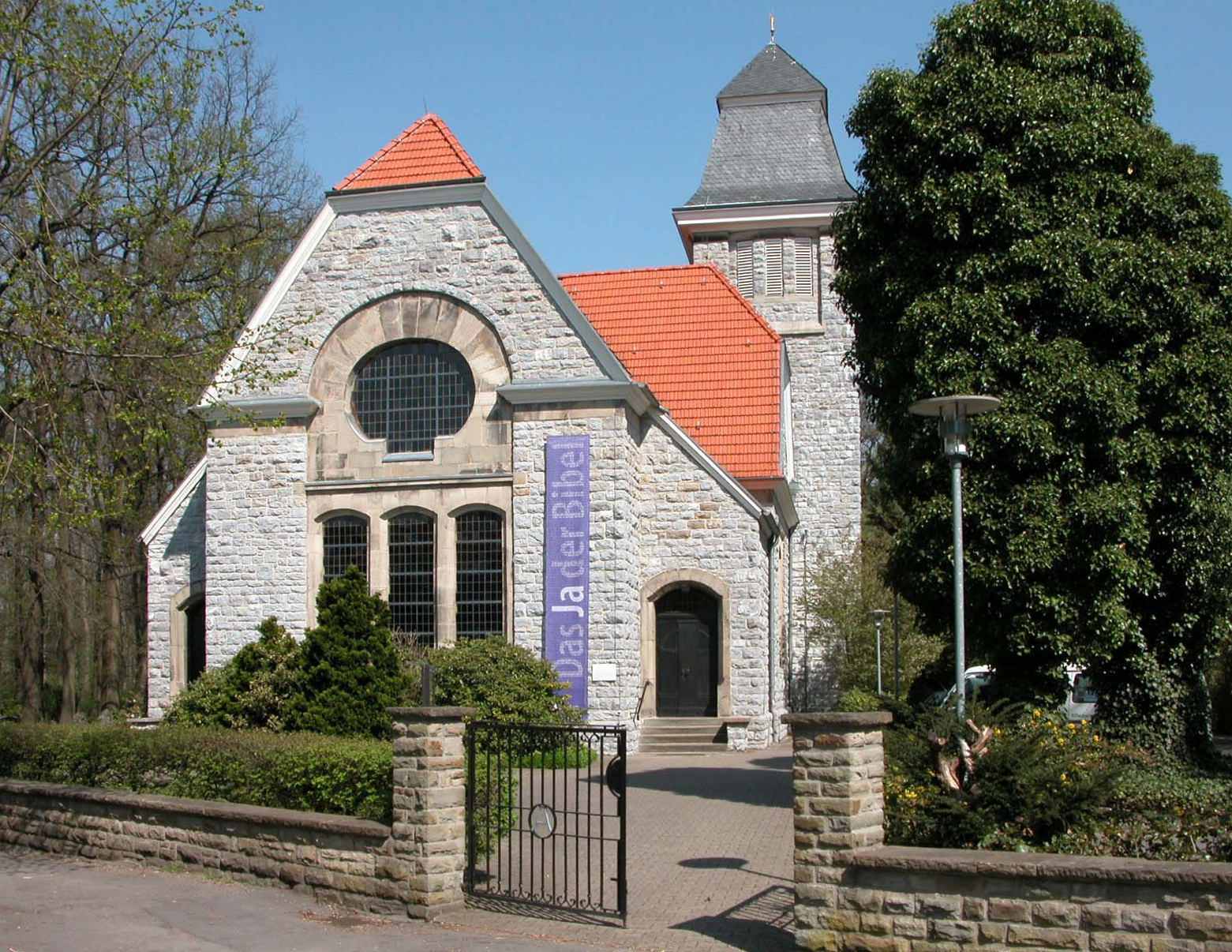
Neanderkirche Hochdahl

Hochdahl war in vorindustrieller Zeit, im Gegensatz zu Erkrath, kein Dorf, sondern lediglich eine Ansammlung weniger Höfe. Diese wurden bis 1938 unter dem Namen Millrath geführt. Sie waren dem Kirchspiel Erkrath zugehörig und dem Haus Unterbach abgabepflichtig. Die Verwaltung oblag zunächst dem Amt Mettmann (bis 1806), dann der Bürgermeisterei Haan (bis 1894) und danach der Bürgermeisterei Gruiten (ab 1927 Amt Gruiten).
Die älteste bekannte Erwähnung des Namens, als Milroyde, datiert auf 1218. Vielleicht handelte es sich um die Rodung eines Siedlers namens Milo. Erst ab 1658 ist die Ortschaft unter der Bezeichnung Mulrad auf Karten verzeichnet. Die Vermutung, der Ortsname lasse auf die Existenz einer Mühle schließen, gilt daher als unwahrscheinlich.
Weit älter ist der Hof Schlickum (erwähnt 1050), welcher möglicherweise bis in das 9. Jahrhundert zurückreichte. So hat ein Edeling Rodsten in dieser Zeit dem Kloster Werden einen Mansus (60 Morgen) als Schenkung überlassen. Diese Gemarkung lag, wie auch Hrotsteninghuson (Rützkausen, Wülfrath) und Wordincbeke (Wordenbeck) an der Strata Coloniensis. Um die Zeit der Ritter von Ulenbruch, die seit 1384 das Gut besaßen, erstreckte sich der Höfeverband bis nach Hilden, Haan und Gruiten.
Die Namen Ym Dale (erstmals 1392) und Uf dem Dahl (1416) meinen wahrscheinlich beide den Hochdahler Hof. Während an die Höfe Eickenberg (1189), Karschhaus (vor 1498), Stolls, Falkenberg, Thekhaus, Kleff und andere heute oft nur noch Straßennamen erinnern, wurde in der Nähe des (1969 abgetragenen) Hochdahler Hofes 1841 die gleichnamige Bergstation der Steilrampe Erkrath–Hochdahl und damit die Bahnstrecke Düsseldorf–Elberfeld in Betrieb genommen. Beim Bau der Strecke war ein Eisenerzlager entdeckt worden; zu seiner Ausbeutung wurde 1848 ein Hüttenwerk errichtet, das von 1849 bis 1912 in Betrieb war. 1871, auf dem Höhepunkt seiner Produktivität, waren vier Hochöfen, zwölf Winderhitzer und 136 Koksöfen in Betrieb. Der Direktor war Julius Schimmelbusch, Hüttenarzt, zeitweilig auch Gemeinderatsmitglied von Millrath, war Professor Karl Sudhoff. Zudem befanden sich dort Schmieden, mehrere Kalkbrennereien, später Ziegeleien und Webereien.
Mit Gewerbe- und Industrieansiedlung nahm die Wohnbevölkerung zu. 1876 wurde die katholische Kirche St. Franziskus in Trills geweiht. Diese erhielt zehn Jahre später ein dreistimmiges Geläut von Bronzeglocken der renommierten Glockengießerei Otto aus Hemelingen/Bremen. Es hat die Schlagtonreihe es – f – g und ist eines der ältesten noch komplett erhaltenen Otto-Geläute. Im Jahr 1905 wurde die evangelische Neanderkirche auf der Neanderhöhe eingeweiht. Erkrath wuchs jedoch zunächst schneller. Der an der Bahnlinie westlich von Millrath gelegene Teil Hochdahls, heute inoffiziell Alt-Hochdahl, wurde 1898 Bestandteil der neugegründeten Landbürgermeisterei Erkrath. Bei einer Neuordnung der Landkreise der Rheinprovinz 1929 wurde Hochdahl wieder aus der Bürgermeisterei ausgegliedert und zusammen mit den restlichen Millrather Gebieten zusammengefasst. Die Gemeinde Millrath wurde 1938 in Hochdahl umbenannt.

### Neue StadtHochdahl

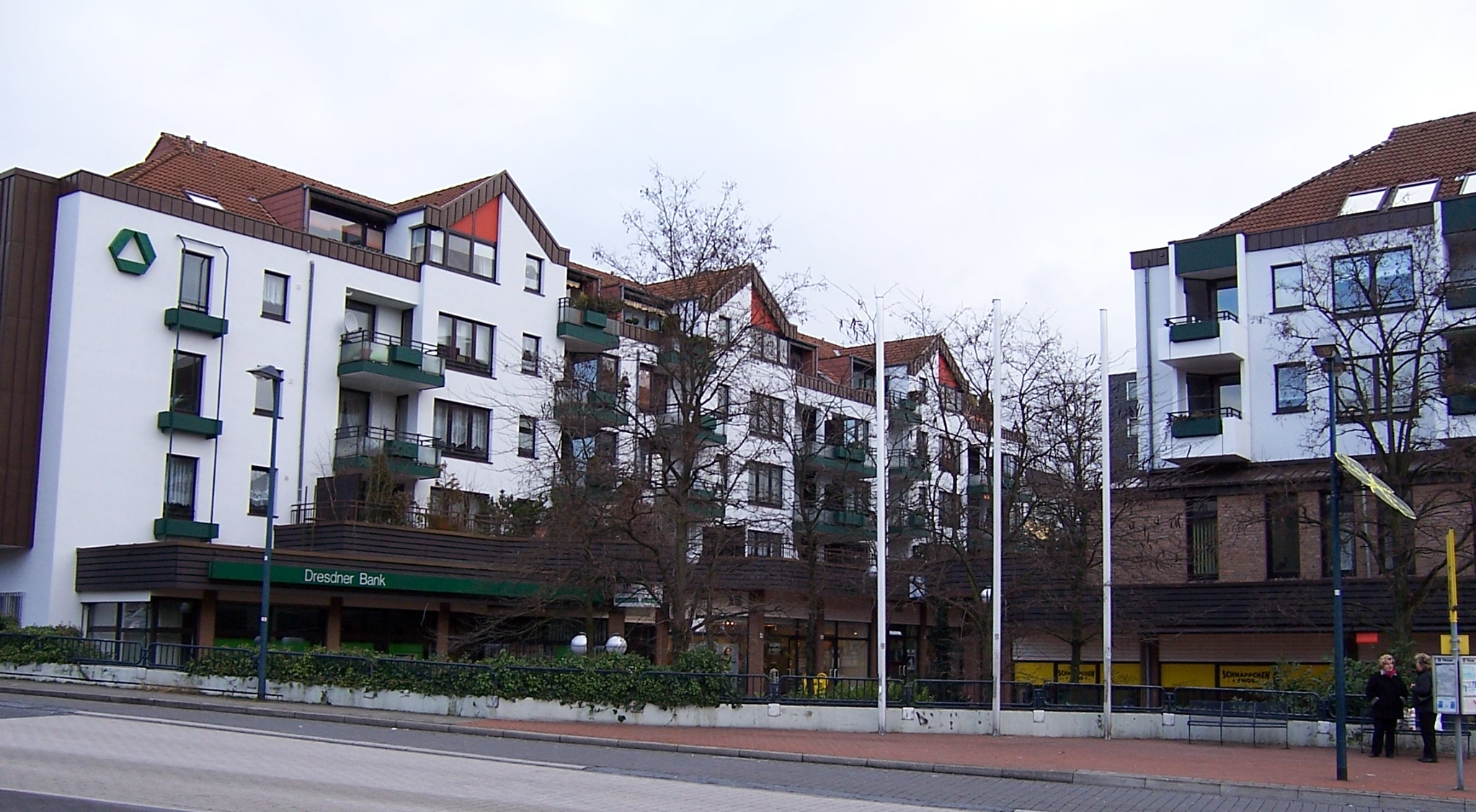
Hochdahler Markt

Das heutige Hochdahl entstand ab Anfang der 1960er Jahre unter der Bezeichnung Neue Stadt Hochdahl als Planstadt und Entlastungsstadt für Düsseldorf. Das Projekt war eines der größten städtebaulichen Projekte des Landes Nordrhein-Westfalen. Zu seiner Durchführung wurde im Dezember 1960 die Entwicklungsgesellschaft Hochdahl (EGH) gegründet. Die EGH kaufte Grund und Boden auf, ließ vielfach alte Gebäude abreißen und im Laufe von vier Jahrzehnten eine gänzlich neue Stadt entstehen. Erste städtebauliche Konzeptionen wurden vom Stadtplaner und Hochschullehrer Aloys Machtemes entwickelt und später in den 1960er Jahren durch das Büro Kuhn, Boskamp und Partner veränderten Rahmenbedingungen angepasst. In der ersten Planung umschlossen mehrgeschossige Wohnungen, die die Topographie des Geländes nachzeichneten, die Einfamilienhäuser in einem Verhältnis von eins zu eins. Aufgrund der hohen Nachfrage der zumeist jungen Familien nach billigem Wohnraum und des Drucks der Bauwirtschaft wuchs der Anteil der mehrgeschossigen Wohnungen aber auf 80 %. Auch Hochhäuser wurden errichtet. Mehrere mehrspurige Straßen, die alte Siedlungskerne kreuzten, und ein 20.000 m² großes Einkaufszentrum wurden geplant. Große Naturschutzareale (Bruchhauser Feuchtwiesen, Tongrube Majewski) sollten aufgegeben werden, insgesamt sollte die Neue Stadt Hochdahl bis zu 50.000 Einwohner zählen. Proteste aus der Bürgerschaft verhinderten dies. Ab 1969 war der zuvor als Vorstandsvorsitzender der Gemeinnützigen Wohnungs-AG in Remscheid tätig gewesene Günter Thiel, später Unternehmens- und Finanzberater bei Dr. Ebertz & Partner in Köln, Geschäftsführer der Entwicklungsgesellschaft Hochdahl mbh in Düsseldorf. Ab Mitte der 1970er Jahre wurden die Pläne insoweit geändert, dass alte Substanz erhalten werden sollte. Übermäßiger Wohnungs- und Gewerbebau wurde zurückgedrängt, es wurde mehr Wert gelegt auf Erhaltung des natürlichen Wohnumfeldes. 1977 wurde der wesentlich kleinere Hochdahler Markt als dörflich-kleinstädtisches Zentrum errichtet und in den folgenden Jahrzehnten um verschiedene Bauabschnitte (Karschhauser Straße, Bast-Zeile, Arkaden) erweitert.
Das städtebauliche Projekt gilt als abgeschlossen.
Die Nachbarschaften, kleine Ansiedlungen und Höfe, wurden in der Zeit nach 1972 miteinander verbunden. Hochdahl wurde so zu einer zusammenhängenden Vorstadt. Die alten Siedlungen (Alt)-Hochdahl, Trills, Millrath, Willbeck, Kempen und Sandheide wurden so zusammengeschlossen. Bis 1974 war Hochdahl mit den wesentlich kleineren Ortschaften Gruiten (heute ein Stadtteil von Haan) und Schöller (heute ein Stadtteil von Wuppertal) Bestandteil der Amtsverwaltung Gruiten.

### Zusammenschluss mit Erkrath
Im Zuge der kommunalen Neugliederung des Landes Nordrhein-Westfalen in den 1970er Jahren, bei der die Amtsverwaltungen abgeschafft wurden und viele Gemeinden ihre Selbstständigkeit verloren, wurden Hochdahl und Erkrath mit kleineren Teilen der Gemeinden Hilden und Haan durch § 19 des Düsseldorfgesetzes mit Wirkung zum 1. Januar 1975 zur neuen Stadt Erkrath zusammengeschlossen. Nach dem Willen der Landeshauptstadt Düsseldorf sollten Hochdahl und Erkrath in die Landeshauptstadt eingemeindet werden. Die Gemeinden wehrten sich vehement gegen jegliche Eingemeindungswünsche. Verschiedene Denkmodelle wurden von den Politikern erdacht und wieder verworfen. Es zeichnete sich ab, dass eine Selbständigkeit nicht zu erhalten war. Ein Gesetzentwurf des nordrhein-westfälischen Innenministers vom Dezember 1973 sah schließlich vor, Hochdahl mit Erkrath zu vereinen, im Gegenzug sollte der Erkrather Stadtteil Unterbach nach Düsseldorf umgegliedert werden. Das ursprünglich zu Haan gehörende Eickert wurde Hochdahl, und damit der neuen Stadt Erkrath, zugesprochen. Die Hochdahler Parteien griffen diese Chance sofort auf. Es entstand sogar die Idee, Hochdahl und Eickert zur Stadt Neandertal zusammenzuschließen, was jedoch wegen der Weigerung Erkraths nicht verwirklicht werden konnte. Somit wurde Hochdahl am 1. Januar 1975 zu einem Stadtteil Erkraths. Obwohl Erkrath weniger Einwohner als das durch die großen Bauprojekte stark gewachsene Hochdahl hatte, war Erkrath wegen der Stadtrechte Namensgeber der Gemeinde.
Der Stadt Düsseldorf, die weiterhin großes Interesse an der Eingemeindung hatte, gelang es, den nordrhein-westfälischen Innenminister Burkhard Hirsch dazu zu bewegen, einen neuen Gesetzentwurf vorzulegen, der die Eingemeindung Erkraths mit Hochdahl nach Düsseldorf zum Ziel hatte. Die Chancen auf den Erhalt der Selbständigkeit waren schlecht. Viele Landtagsabgeordnete wollten das Thema nach langen Jahren endlich beenden. Bei einer Anhörung des Innenministers 1976 in Erkrath wurde massiver Protest aller Parteien und Institutionen laut. Große Unterstützung bekam Erkrath durch den Kreis Mettmann, der bei einer Abspaltung Erkraths um seine eigene Existenz bangen musste. Im April 1976 sprach sich der Landtag mit zwei Stimmen Mehrheit für die Selbständigkeit Erkraths aus und beendete damit die Diskussion. Durch die 19.104 Einwohner Hochdahls wuchs die Stadt auf 36.283 Bürger. Im Oktober 1987 wurden erneut Neugliederungsforderungen Düsseldorfs laut, die neue Entwicklungschancen für die Landeshauptstadt in der Region suchte. Diesem Ansinnen wurde vom damaligen Innenminister Herbert Schnoor jedoch eine Absage erteilt.

### Die Rolle des Hochdahler Markts
Im Jahr 1965 gab es einen Ideenwettbewerb zur Gestaltung des Hauptzentrums der Neuen Stadt Hochdahl, das Ergebnis war jedoch ein unrealisierbarer Plan. Ein hochkompliziertes Gebilde mit einer großen Auswahlmöglichkeit von Geschäften, die weit über dem täglichen Bedarf lagen. Dieser Wettbewerb spiegelte genau den Konflikt zwischen planerischen Wünschen und realisierbaren Investitionen wider. Es kam ebenso nicht in Frage, da man befürchtete, dass sich das Zentrum einer Entlastungsstadt nicht mit viel größeren Einkaufszentren wie in Düsseldorf messen könne. Zudem war das Verkehrsnetz Hochdahls nicht für so einen hohen Andrang gebaut worden. Letztendlich wurde ein weiteres Angebot der französischen Gruppe SCC, die ein Einkaufszentrum mit einer Größe von 45.000 m² in Hochdahl errichten wollten, abgelehnt. Zusammenfassend lässt sich sagen, dass man sich für Hochdahl ganz bewusst ein kleines Angebot von Einkaufsmöglichkeiten entschieden hat, da es nicht zur Umgebung gepasst hätte und man vermutete, dass es nicht der Konkurrenz zu größeren Städten finanziell standhalten könne. So wurde der 1979 erbaute und 1987 erweiterte Markt den gegebenen Verhältnissen angepasst: Geschäfte für den täglichen Bedarf, Ärztehäuser, eine Post, mehrere Banken, Meldeamt, das ökumenische Haus der Kirchen, vielseitige Gastronomie und weitere Dienstleister rundeten das multifunktionale Zentrum ab. Fünf Buslinien fahren die Haltestelle Hochdahler Markt an. Ab Ende 2009 wurde der Hochdahler Markt saniert. Der alte Bodenbelag war abgenutzt und stellte eine nicht unerhebliche Verletzungsgefahr dar. Zudem war die Isolierung durch die in den 80er Jahren gepflanzten Bäume angegriffen worden und so war eine aufwendige Sanierung unumgänglich.

## Infrastruktur

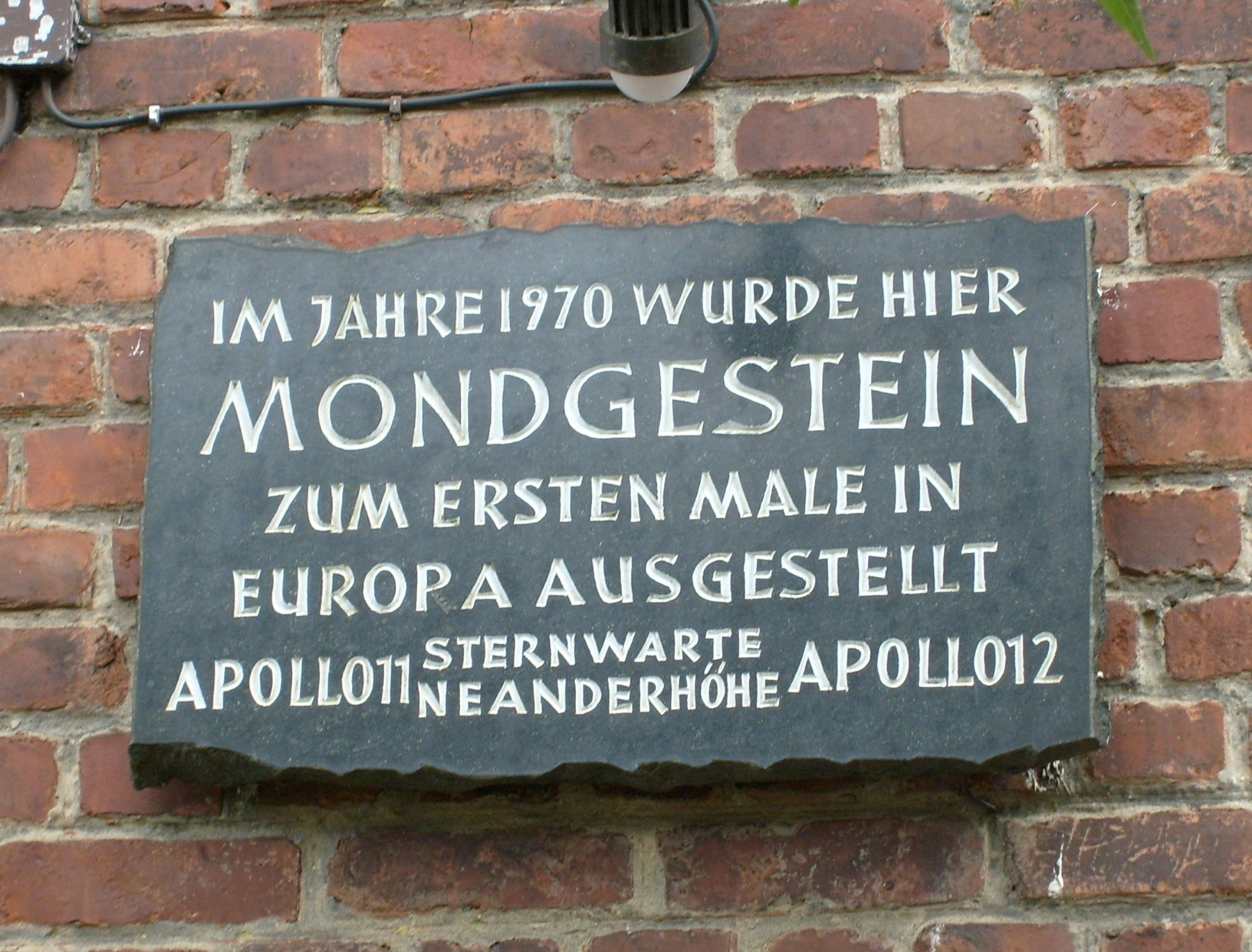
Erinnerungstafel zur Ausstellung

In Hochdahl gibt es fünf Grundschulen, eine Hauptschule, eine Realschule, das Gymnasium Hochdahl und ein Internat. Als Bürgerzentrum fungiert das 1980 eröffnete Bürgerhaus am Hochdahler Markt, welches zur Zeit seiner Eröffnung als eines der modernsten und futuristischsten Bürgerzentren Nordrhein-Westfalens galt. Am Stadtrand befindet sich das Observatorium der Sternwarte Neanderhöhe, welche auch das überregional bekannte Planetarium im Bürgerhaus betreibt. Ein Schwimmbad aus den 1970er Jahren wurde mittlerweile abgerissen, stattdessen befindet sich das 2006 eröffnete Neanderbad zentral zwischen den Stadtteilen Erkrath und Hochdahl.
In den Räumen der Sternwarte Neanderhöhe Hochdahl wurde 1970 erstmals in Europa von den Mondlandemissionen Apollo 11 und Apollo 12 mitgebrachtes Mondgestein ausgestellt.
Auf dem Gelände des ehemaligen Bahnhofs Hochdahl befindet sich heute das Eisenbahn- und Heimatmuseum Erkrath-Hochdahl.

### Schienenverkehr

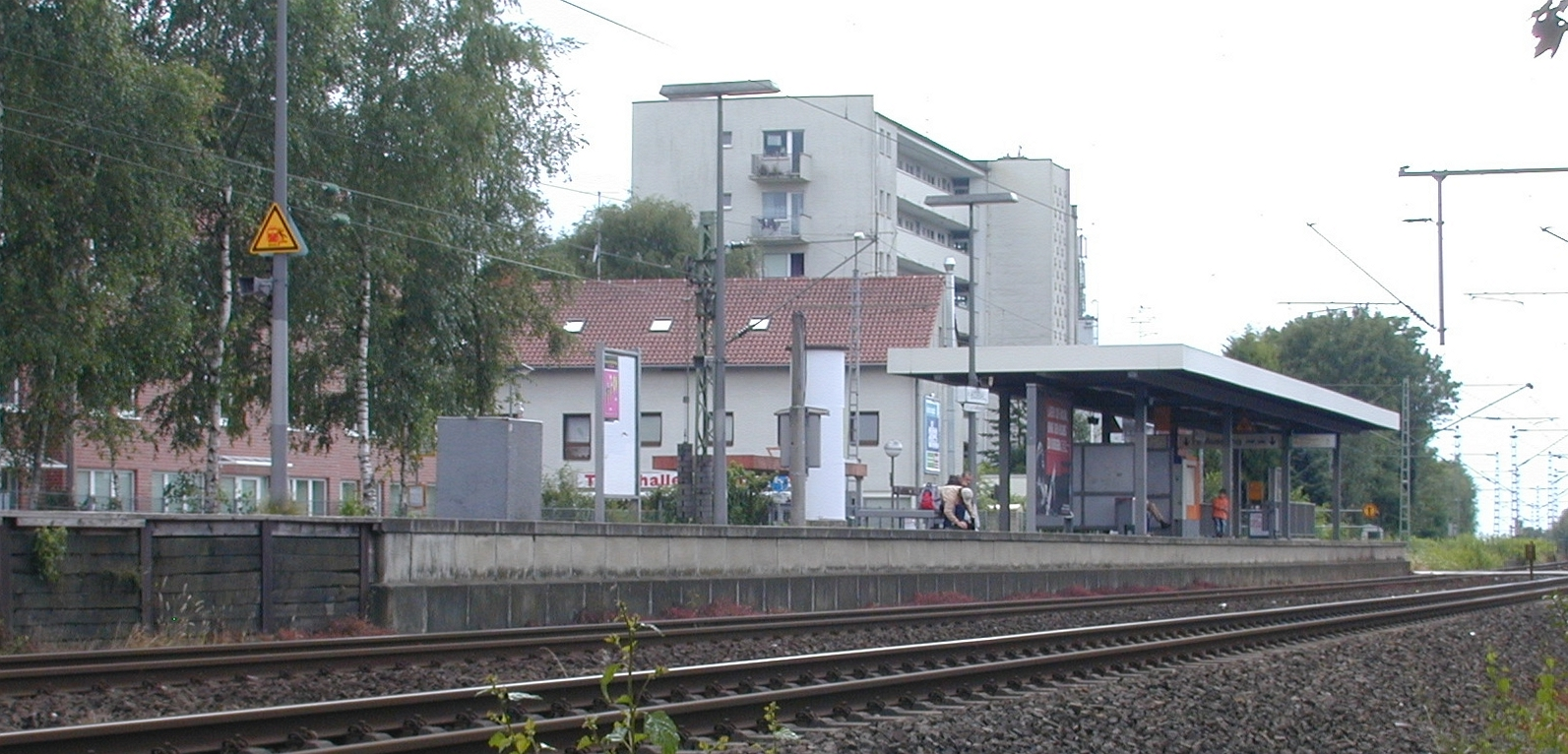
Haltepunkt Hochdahl

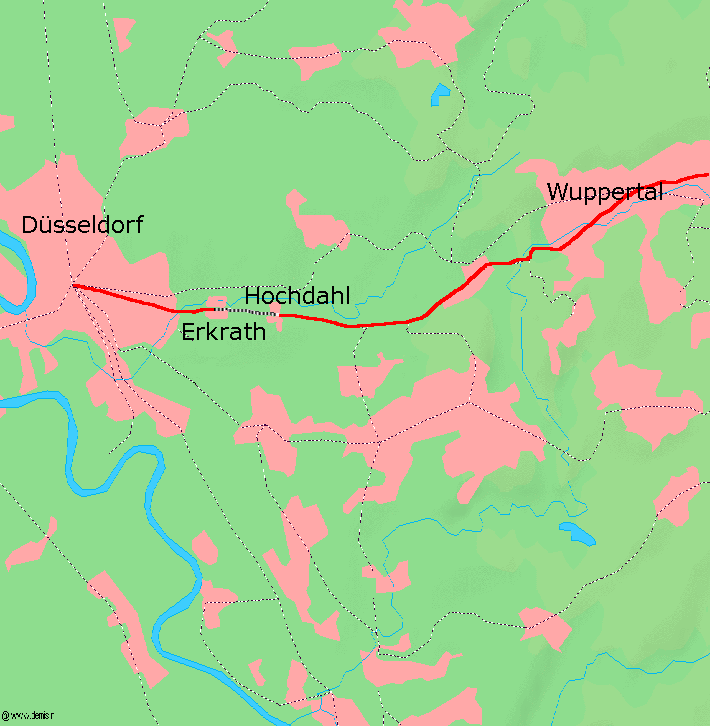
Steilstrecke Erkrath–Hochdahl

Zwischen Düsseldorf und Erkrath wurde am 20. Dezember 1838 von der Düsseldorf-Elberfelder Eisenbahn-Gesellschaft die erste Eisenbahnstrecke im Westen Deutschlands eröffnet. Im weiteren Verlauf der Bahnstrecke Düsseldorf–Elberfeld entstand zwischen dem Bahnhof Erkrath und dem ehemaligen Bahnhof und heutigen Haltepunkt Hochdahl die Steilrampe Erkrath–Hochdahl, wo auf einer Strecke von knapp 2,5 km ein Höhenunterschied von 82 Metern zu überwinden ist. Dort wurden bis 1926 die Züge mit einem Seil gezogen. Bis zum Ende des 20. Jahrhunderts blieb diese Strecke die steilste Eisenbahnhauptstrecke Europas.
Zum 150-jährigen Jubiläum der Bahnstrecke im Jahr 1988 wurde die neue S-Bahn-Linie 8 der S-Bahn Rhein-Ruhr zwischen Mönchengladbach und Hagen eingeführt. Seit der Fahrplanumstellung im Sommer 2009 wird die S 8 teilweise als S 5 nach Dortmund weitergeführt. Die S 8 verkehrt normalerweise im 20-Minuten-Takt, abends und am Wochenende im 30-Minuten-Takt, in der Hauptverkehrszeit wurde sie bis 2021 durch die Linie S 68 zwischen Langenfeld und Wuppertal-Vohwinkel ergänzt.
| Linie | Linienverlauf                                                                              |
| ----- | ------------------------------------------------------------------------------------------ |
| S 8   | Hagen – Gevelsberg – Schwelm – Wuppertal – Hochdahl – Düsseldorf – Neuss – Mönchengladbach |
| S 68  | Wuppertal-Vohwinkel – Hochdahl – Düsseldorf – Langenfeld (Rheinland)                       |

Darüber hinaus verfügt Hochdahl mit dem Haltepunkt Hochdahl-Millrath noch über eine zweite S-Bahn-Station, die sich zwischen den Stationen Hochdahl und Gruiten befindet und ebenfalls von beiden S-Bahnlinien bedient wird.